# Triangle d'Halaib
El Triangle d'Halaib (àrab: مثلث حلائب, Muṯallaṯ Ḥalāʾib) és una àrea de terra de 20.580 km² situada a la zona de la mar Roja. L'àrea, que pren el seu nom de la ciutat d'Halaib, va sorgir per una diferència a la frontera entre Egipte i Sudan entre el «límit polític» establert el 1899 pel Condomini Angloegipci, que corria al llarg del paral·lel 22è nord, i el «límit administratiu» establert pels britànics en 1902, que donava responsabilitat administrativa al Sudan angloegipci per una àrea de terra per sobre d'aquella línia. Amb la independència del Sudan el 1956, tant Egipte com el Sudan reclamaven sobirania sobre l'àrea. Des de la meitat del 1990, Egipte ha fet exercici de facto de l'administració de l'àrea com a part de la Governació de la Mar Roja, després del desplegament d'unitats militars egípcies allí durant els anys 1990, i hi ha estat invertint activament.
La descripció de l'àrea com un «triangle» és una generalització aproximada. Només el límit del sud de 290, que segueix la latitud 22, és una recta. Mentre tota l'àrea és al nord de la línia dels 22 graus de 22, al sud de la latitud 22 hi ha una àrea més petita, anomenada com Bir Tawil, que toca al Triangle d'Halaib en el seu punt més occidental al llarg de la línia de latitud; ni el Sudan ni Egipte reclamen Bir Tawil. La zona és anomenada a vegades a Egipte com l'Àrea d'Administració Governamental del Sudan (Sudan Government Administration Area, SGAA).

## Història

### Inicis

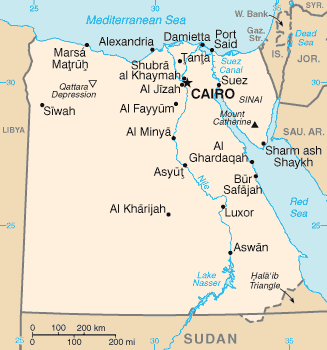
El Triangle Halaib està sota administració egípcia des de meitat dels anys 90

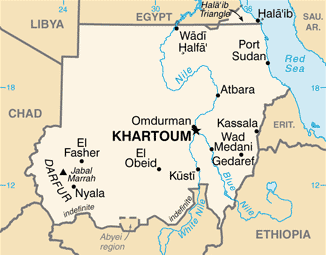
Encara que aquest mapa del Sudan assenyala el Triangle d'Halaib com part del país, el Sudan no exerceix jurisdicció sobre l'àrea.

El 1899, quan el Regne Unit tenia l'hegemonia a l'àrea, l'Acord de Condomini Angloegipci per al Sudan (gener del 1899) posava el límit polític entre els dos territoris al paral·lel 22. Això no obstant, el 1902 els britànics dibuixaven un "límit administratiu" separat, que assignava administració del territori de la tribu Ababda ql sud de la línia de latitud dels 22 graus a Egipte, i assignaven al Sudan l'administració d'uns prats del nord del paral·lel on pasturava el pobles dels beges. El territori que passava sota administració sudanesa mesurava uns 18.000 km², i incloïa les poblacions d'Halaib, Shalatin i Abu Ramad. Quan el Sudan va esdevenir independent el 1956, Egipte considerava la latitud 22 fixada el 1899 com el seu límit territorial i frontera entre els dos països, mentre que el Sudan considerava el límit administratiu de 1902. Com a resultat, tant Egipte com el Sudan reclamen sobirania sobre el territori. En canvi, l'àrea que quedava per sota de la línia del paral·lel 22 inclosa administrativament a Egipte, coneguda com a Bir Tawil, era una terra nullius no reclamada per cap país: Egipte perquè la seva reclamació suposaria reconèixer el límit administratiu com frontera internacional (i per tant perdre el triangle) i Sudan per la raó contrària, perquè en cas de no reconèixer aquesta zona administrativa a Egipte no podria reclamar la seva zona administrativa.
El febrer de 1958, dos anys després d'independència sudanesa, amb Sudan preparant-se per celebrar eleccions en el Triangle, el president egipci Gamal Abdel Nasser enviava tropes a la regió discutida per celebrar allí el referèndum per la unificació proposada entre Egipte i Síria per formar la República Àrab Unida. però les tropes egípcies es van retirar el mateix mes.
Encara que els dos països continuaven reclamant el territori, el control conjunt de l'àrea romangué de fet fins a 1992, quan Egipte es va oposar a l'atorgament pel Sudan de drets d'exploració a les aigües del Triangle a una companyia petroliera canadenca. Van començar negociacions, però la companyia es va retirar fins que la sobirania fos establerta. El juliol de 1994, el Sudan enviava memoràndums al Consell de Seguretat de l'ONU a les Nacions Unides, a la Lliga Àrab i a l'Organització de la Unitat Africana (OUA) en els quals es queixava de més de 39 incursions militars i administratives d'Egipte a territori sudanès fins al moment en què el Sudan havia redactat els memoràndums el maig de 1993. El gener de 1995 Egipte rebutjava una petició sudanesa del Consell dels Ministres d'Assumptes Exteriors de l'OUA per revisar la disputa a la seva reunió a Addis Abeba. Llavors, després d'un intent frustrat d'assassinat del president egipci Hosni Mubàrak quan arribava a Addis Abeba per assistir a la reunió, Egipte va acusar al Sudan de complicitat, i, entre altres respostes, va reforçar el seu control del triangle d'Halaib, expulsant a la policia sudanesa i altres oficials.
El 1998, les relacions entre Egipte i el Sudan va millor, i els dos països anunciaven la seva intenció de treballar junt per resoldre la disputa del Triangle d'Halaib, amb un increment de la cooperació entre els seus dispositius de seguretat. No obstant, posteriorment a aquell any, el Sudan acusava Egipte d'assetjar a ciutadans sudanesos a l'àrea, una acusació que Egipte negava. Tot i així, abans de març de 1999, els dos països entraven en discussions diplomàtiques dirigides a millorar les relacions entre ells. Durant una visita a Egipte pel president sudanès Omar al-Bashir el desembre de 1999, es publicava un comunicat conjunt comprometent-se a resoldre la disputa d'Hala'b "en un context fraternal integrational... "
El gener del 2000, el Sudan retirava les seves forces de l'àrea, cedint el control efectiu de la zona fronterera a Egipte, les forces del qual van ocupar l'àrea i l'administren de llavors ençà.

### Esdeveniments recents
El 2004 el president sudanès Omar al-Bashir afirmava que malgrat la retirada de la seva nació el 2000, i el de facto control egipci del Triangle, l'àrea encara legítimament pertanyia al Sudan que mai no hi havia renunciat. "No farem concessions... La prova és que hem reprès últimament la queixa al Consell de Seguretat", deia, segons Associated Press. El descobriment de noves reserves de petroli al territori poden haver motivat la decisió d'al-Bashir de ressuscitar la reclamació sudanesa, ja que aquest fet ha augmentat el desig dels dos estats de reclamar i posseir l'àrea. Al-Bashir reiterava la reclamació sudanesa de sobirania sobre Halaib en un discurs el 2010 a Port Sudan, "Halaib és sudanesa i sempre serà sudanesa.".
El Front Oriental, una coalició política-militar que operava a la part oriental del Sudan en aliança amb el EPAS del sud, i del qual després del 2005 formaven part el Congrés dels Beges i els Lleons Lliures Rashaida (després s'hi va afegir el Moviment de Justícia i Igualtat del Darfur) van signar un acord de pau amb el govern de Khartum el 14 d'octubre de 2006 en el qual es fa constar que Halaib ha de ser part del Sudan perquè la població està connectada ètnicament, lingüísticament i tribalment a aquest país. El cap del Front Oriental i del Congrés dels Beges, Musa Muhammad Ahmad, va declarar que l'assumpte de la sobirania d'Halaib hauria de ser decidit per l'arbitratge internacional, en una manera similar a l'assumpte de la sobirania sobre Abyei entre Sudan i Sudan del Sud.
L'octubre de 2009 la Comissió Electoral que preparava un pla complet per les eleccions generals del Sudan l'abril de 2010 declarava que Halaib era un dels districtes electorals a l'estat de la Mar Roja (estat) i la seva població hauria d'exercir els seus drets constitucionals i inscriure's per participar en les eleccions generals. El registre de votants no va tenir lloc a l'àrea del Triangle d'Halaib perquè a l'equip de la comissió electoral sudanesa se li va denegar l'entrada per part de les autoritats egípcies. El desembre de 2009 es va impedir el pas per la frontera del territori en litigi a l'assistent presidencial sudanès Musa Mohamed Ahmed. La visita d'Ahmed estava pensada per "afirmar la sobirania [sudanes] sobre el Triangle d'Halaib i inspeccionar la situació de la gent proporcionant suport moral i financer als membres de la unitat militar sudanesa atrapada dins el territori des de l'inici de l'ocupació egípcia". Els seus comentaris eren el primer reconeixement oficial que personal de l'exèrcit sudanès romania dins de l'àrea tot i estar de facto sota control egipci. Ahmed també afirmava que el Triangle d'Halib és sudanès i no s'abandonarà "en cap circumstància".
El govern d'Egipte està considerant passos com tancar el centre de comerç egipci-sudanès d'Alshalateen o Shalatin i traslladar-lo al punt de control del pas fronterer al paral·lel 22, el qual ha ampliat les seves instal·lacions i el seu personal administratiu per manejar el comerç egipci-sudanès. Amb això, els camions que porten béns a Egipte des del Sudan no podran descarregar els seus béns a Shalatin, com en el passat, sinó que ho hauran de fer al pas fronterer d'Hadarba. Wadi Halfa és el punt de pas més proper cap a l'oest al paral·lel 22 i està situat al Nil.
A partir de 2009 l'autoritat d'electricitat egípcia està construint una línia per donar servei d'electricitat a la ciutat de Shalatin des de la xarxa egípcia principal per reemplaçar els generadors actualment en ús a la població. Aquesta línia s'estendrà en el futur a Abu Ramad i a Halaib. Des del maig de 2010 una nova carretera pavimentada connecta el triangle a Port Sudan.
Segons comunicava el diari sudanès Al-Ahram Today el 22 d'abril de 2010, al-Taher Muhammad Hasaay, l'anterior cap del Consell d'Halaib i un membre de la tribu Bisharin que estava fent campanya en contra de la presència militar egípcia en el triangle d'Halaib, havia mort a un hospital del Caire després d'haver estat retingut per dispositius de seguretat egipcis sense judici durant dos anys. Una delegació de la tribu Bisharin va declarar al Centre de Mitjans de Comunicació del Sudan que set dels seus membres estaven també en detenció: Muhammad Eissa Saeed, que estava sota custòdia feia 6 anys, Ali Eissa Abu Eissa i Muhammad Saleem, retingut des de feia 5 anys, i Hashim Othman, Muhammad Hussein AbdalHakam, Karrar Muhammad Tahir i Muhammad Tahir Muhammad Saleh, cadascun retingut feia dos anys.
El juliol de 2010 el diari egipci Al-Masry Al-Youm comunicava que els caps de tres tribus del triangle d'Halaib (el-Ababda, el-Basharya i Beja) donaven suport a les reclamacions egípcies sobre l'àrea, manifestant que eren ciutadans egipcis i no sudanesos, i que tenien tots els drets de ciutadans egipcis, incloent-hi carnets d'identitat nacionals, el dret de vot en eleccions i complir el servei militar a l'exèrcit egipci.
El 29 de novembre, de 2010, es va enviar una carta oberta al President del Sudan per Muhammad al-Hassan Okair (Toyota) que havia estat el membre parlamentari d'Halaib el 1995, des de la mateixa Halaib mateix, on s'intercedia en benefici de les tribus Bisharin, Hamad-Orab i Aliyaab i es queixava de la inclusió forçada de 20 pobles que s'havien administrat sota estructures de societat civils indígenes a 2 districtes electorals egipcis. La carta a més es queixava del setge d'Halaib, el fet que els seus habitants visquessin dins de filat espinós i que qualsevol cosa procedent del Sudan veu rebutjada la seva entrada sobre la premissa que Halaib és egipci i que els camells de les tribus no tenen permís per viatjar i per pasturar per les terres ancestrals terres dels Bisharin des d'Halaib fins al veí estat sudanès del Nil.

## Assentaments
A part d'Halaib, la ciutat principal a l'àrea és Abu Ramad a 30 km al nord-oest d'Halaib, a la costa de la mar Roja. Abu Ramad és l'última destinació dels autobusos que connecten l'àrea al Caire i a altres ciutats d'Egipte com Aswan, Marsa Alam i Qena. L'altre únic lloc poblat de certa importància és el petit poble d'Hadarba, al sud-est d'Hala'ib a la costa.Alshalateen és una ciutat egípcia just en el límit administratiu del nord. El lloc del Sudan més proper a de l'àrea discutida és Osief (Marsa Osief), a 26 km al sud de la línia dels 22 graus..

## Ecologia i geografia
A la regió Hala'ib, els elements afrotropicals tenen els seus límits del nord a Gebel Elba, fent-lo una regió única entre es sistema mediterrani que domina a Egipte i ecosistemes de l'Àfrica del nord. Hi ha també una densa coberta d'acàcies, mangles i uns altres arbusts, a més a més d'espècies endèmiques de plantes com la Biscutella elbensis.
Els cims més alts en l'àrea són el Mont Elba (1.435 m), Mont Shellal (1.409 m), Mont Shendib (1.911 m) i Mont Shendodai (1.526). L'àrea de muntanyes del Gebel Elba és una reserva natural declarada per Egipte en un decret signat per l'anterior primer ministre Ahmed Nazif.

## Mapa

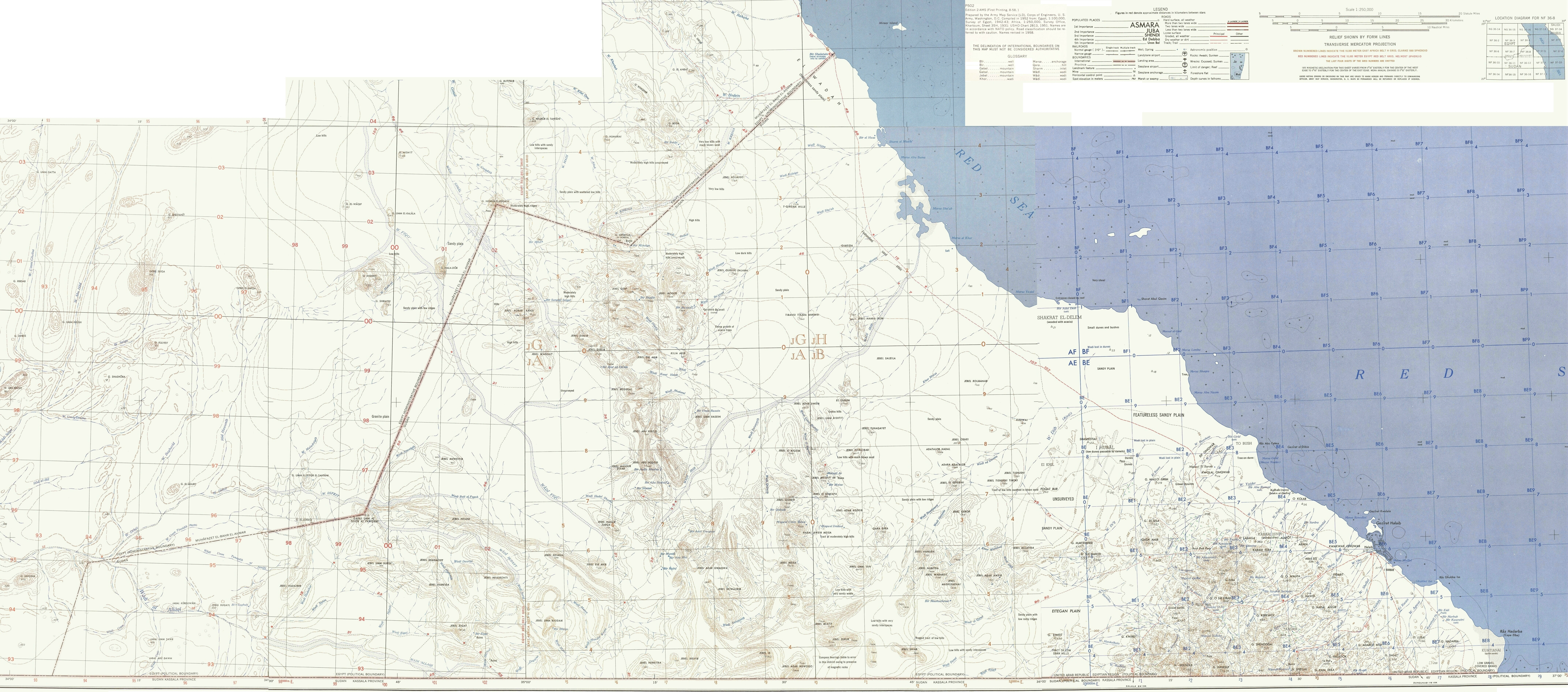
Mapa de l'àrea creat enganxant quatre trossos separats